# متنزه بحيرة روكلاند الحكومي
متنزه بحيرة روكلاند الحكومي، تبلغ مساحته 1,133 أكر (4.59 كـم2) متنزه الحكومي يقع في قرى كونجرز وكوخ الوادي في الجزء الشرقي من بلدة كلاركستاون في مقاطعة روكلاند، نيويورك. يقع متنزه على سلسلة من التلال في جبل هوك فوق الضفة الغربية لنهر هدسون. متضمن داخل المتنزه 256 أكر (1.04 كـم2) بحيرة روكلاند.
بدأ تطوير المتنزه كجزء من نظام حواجز الطريق السريع لنظام المتنزه في عام 1958. يعتبر المتنزه بحيرة روكلاند الحكومي من الناحية الوظيفية جزءًا من مجمع مستمر من المنتزهات التي تشمل أيضًا متنزه ولاية جبل هوك الحكومي وشاطىء متنزه ولاية ناياك الحكومي وشاطىء متنزه ولاية هافيرسترو الحكومي.

## تاريخ
عُرفت بحيرة روكلاند باسم «بحيرة كواشبيك» لسكان المنطقة الأمريكيين الأصليين، قبل تسمية البحيرة باسمها الحالي، والذي يشير إلى المقاطعة التي تقع فيها. كانت القرية الصغيرة المجاورة لبحيرة روكلاند تُعرف في الأصل باسم «هبوط الذبح» قبل تغيير اسمها ليناسب البحيرة.

### إنتاج الثلج
قبل إنشاء المتنزه، كانت بحيرة روكلاند بمثابة مورد مهم للثلج لمدينة نيويورك بعد أن تأسست شركة نيكربوكر للثلج على الضفة الشمالية الشرقية للبحيرة في عام 1831. أصبحت بحيرة روكلاند تُعرف في النهاية باسم «مخزن التبريد في مدينة نيويورك» ، مع سمعتها بامتلاكها أنظف وأنقى ثلج في المنطقة.
خلال خمسينيات، القرن التاسع عشر قامت شركة نيكربوكر للثلج بتشغيل عشرات الزوارق البخارية،75 مركبًا جليديًا، ووظفت 3000 شخص. بدأت حصاد الجليد عادةً في يناير، تم تخزين كتل الجليد في بيوت ثلج كبيرة قبل شحنها إلى العملاء خلال الطقس الحار. يمكن لبيوت الثلج، المعزولة بنشارة الخشب، تخزين ما يصل إلى 50000 طن من الجليد. تم إنشاء بيت النار نيكربوكر المجاور في 1862.
أغلقت شركة نيكربوكر للثلج في عام 1924. في عام 1926 ، قام العمال الذين كانوا يهدمون أحد المنازل الجليدية بإشعال النار عن طريق الخطأ في عزل نشارة الخشب.  انتشر الحريق بسرعة كبيرة ودمر الكثير من قرية بحيرة روكلاند. لا يزال الأساس القديم لشركة الثلجاليوم، يتميز بلوحة تاريخية ومقعد.

### التاريخ الترفيهي

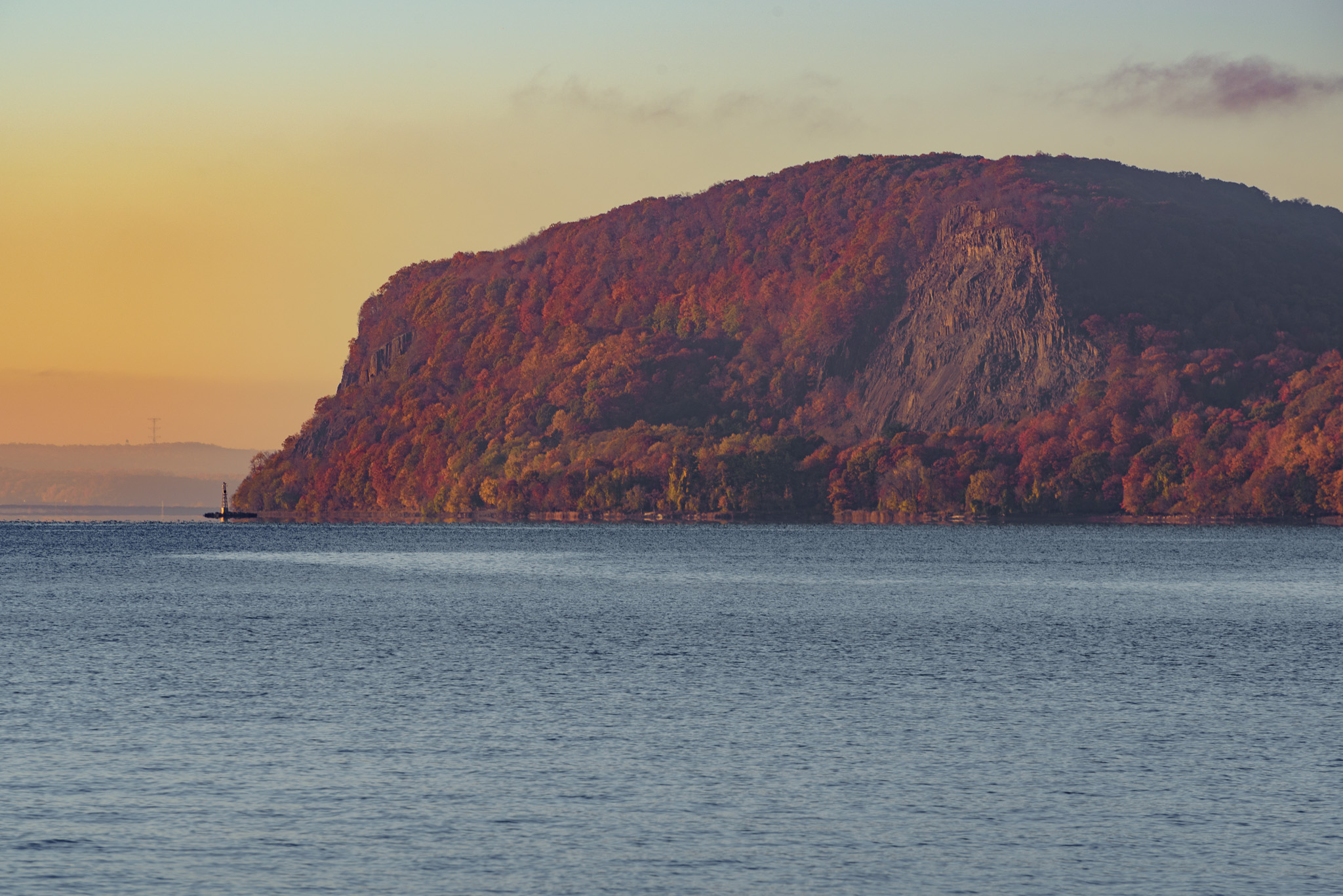
جبل هوك ، كما يُرى من نهر هدسون

تم استخدام بحيرة روكلاند رسميًا للاستجمام منذ عام 1873 ، عندما تم إنشاء منطقة نزهة تُعرف باسم «ذا جورف» بالقرب من الطرف الشمالي للبحيرة. تبع ذلك إنشاء منطقة ترفيهية ثانية بالقرب من الطرف الجنوبي للبحيرة تعرف باسم «شاطئ متنزه كواسبك نادي وكازينو». في مطلع القرن العشرين، نقلت قطارات خاصة الزوار إلى مناطق الترفيه بالبحيرة.
قامت لجنة المتنزه لحواجز الطريق السريع بشراء أول قطعة من ما كان سيصبح متنزه بحيرة روكلاندالحكومي في عام 1958، والذي يتكون من البحيرة و 225 أكر (0.91 كـم2) من الأرض. بحلول عام 1964 ، كان إجمالي 1,035 أكر (4.19 كـم2) تم شراؤها لتشكيل المتنزه. خلال السنوات الفاصلة، أدت عمليات الاستحواذ الإضافية للأراضي إلى زيادة حجم المتنزه إلى إجماليها الحالي البالغ 1,133 أكر (4.59 كـم2) .

## وصف المتنزه
يتميز متنزه بحيرة روكلاند الحكومي مسبحاً تبلغ مساحته -24,140 قدم مربع (2,243 م2) بالإضافة إلى مسبح أصغر للأطفال. يحتوي المتنزه أيضًا على طاولات نزهة متناثرة وشوايات، وإطلاق مقطورات للقوارب على متن سيارة واستئجار قوارب، ومسارات للمشي لمسافات طويلة مع إطلالات على وادي هدسون، وستة ملاعب تنس. الصيادون في بحيرة روكلاند قد يصطادون الباس والجثم والنورلنج، بينما قد يستخدم المشاة وراكبون الدراجات والممارسون للهرولة 3.2 ميل (5.1 كـم) ممر مرصوف يدور حول البحيرة.
يوجد في بحيرة روكلاند أيضًا قسم إطفاء خاص بها، شركة محرك نيكربوك 1، يقع في الجزء الخلفي من المنتزه. وهي ثاني أقدم إدارة إطفاء في مقاطعة روكلاند ولا تزال تعمل حتى اليوم.

### ملاعب جولف
تتميز بحيرة روكلاوند بملعبي غولف من -18حفره، البطولة والملاعب التنفيذية. ملعب البطولة هو ملعب جولف منظم بمساحة 6,864 ياردة من المحملات الخلفية، بمعدل 72. كما يحتوي على ساحة قياده ونادي مع مطعم للوجبات الخفيفة. الدورة التنفيذية هي 3 قدم وتبلغ مساحتها2,780 ياردة.

## روابط خارجية
- New York State Parks: Rockland Lake State Park
- Palisades Parks Conservancy: Rockland Lake State Park
- The Friends of Rockland Lake and Hook Mountain, Inc.
- Knickerbocker Ice Festival
- NY-NJTC: Rockland Lake State Park details and trail info